# Instituut voor Financieel Onderzoek
Instituut Financieel Onderzoek (IFO) is een onafhankelijke organisatie die is gespecialiseerd in het verrichten van bijzonder (financieel) onderzoek.
IFO werd in 2004 opgericht door enkele ervaren forensische accountants. Binnen enkele jaren raakten er tientallen ervaren onderzoekers verbonden aan het bureau. De onderzoekers hebben brede ervaringen met het verrichten van bijzondere (financiële) onderzoeken. Hun achtergronden zijn gevarieerd, zoals onderzoekers bij publieke en private organisaties, toezichthouders (zoals AFM), parlementaire enquêtes, professoren uit de academische wereld en gerechtelijk deskundigen.
Het bureau kreeg publieke bekendheid toen het in 2005 de Nederlandse Zorgautoriteit (NZa) ondersteunde bij een grootschalig onderzoek naar vermeende fraude in de thuiszorgsector, en in 2007 toen het door het ministerie van Financiën werd gevraagd om de beleggingsverzekeringen te onderzoeken in de zogenaamde Woekerpolis-affaire.

## Vestigingen
IFO heeft vestigingen in Amersfoort, Den Haag en Brussel en een vertegenwoordiging in Luxemburg. 